# Aéroport international de Porto Alegre
L'aéroport international de Porto Alegre – Salgado Filho (code IATA : POA • code OACI : SBPA) est un aéroport situé à Porto Alegre, au Brésil.
Il s'agit du premier aéroport géré par Infraero (Société brésilienne d'infrastructures aéroportuaires) et à fonctionner avec un système d'enregistrement intégré. L'aéroport dispose d'un système d'atterrissage aux instruments (ILS) de catégorie II au seuil 11 (ouest), permettant des atterrissages avec une visibilité horizontale minimale de 300 m et une visibilité verticale de 30 mètres. Le système est très utile entre juin et août, lorsqu'un grand nombre d'arrivées matinales sont retardées ou annulées à cause du brouillard.

## Situation
| \| 200 km1:42 212 000 \| São Paulo-Guarulhos São Paulo-Congonhas Brasília Rio-Galeão Belo Horizonte Campinas Rio-Santos-Dumont Recife Porto Alegre Salvador Fortaleza Curitiba Florianópolis Belém Vitória Goiânia Manaus Navegantes |
| 200 km1:42 212 000 |

## Statistiques
Pour des raisons techniques, il est temporairement impossible d'afficher le graphique qui aurait dû être présenté ici.

Voir la requête brute et les sources sur Wikidata.

### Zoom sur l'impact du covid de 2019-2020
Pour des raisons techniques, il est temporairement impossible d'afficher le graphique qui aurait dû être présenté ici.

Voir la requête brute et les sources sur Wikidata.

## Compagnies et destinations
| Compagnies              | Destinations |
| ----------------------- | --- |
| Aerolineas Argentinas   | Buenos Aires-J. Newbery |
| Azul Brazilian Airlines | - Belo Horizonte, - São Paulo/Campinas, - Curitiba, - Florianópolis, - Montevideo Carrasco, - Navegantes, - Pelotas, - Recife, - Paranaguá, - Rio de Janeiro/Galeão, - Santa Maria (en), - Santo Ângelo, - São Paulo/Congonhas, - São Paulo/Guarulhos, - Uruguaiana (Rubem Berta) En saison : - Chapecó, - Fortaleza, - Foz do Iguaçu, - Maceió, - Porto Seguro (en), - Aéroport El Jacuel de Punta del Este (es) |
| Azul Conecta            | Alegrete, Bagé-Comandante G. Kraemer (en), Canela (en), , Santa Rosa |
| Copa Airlines           | Panama-Tocumen |
| Flybondi                | En saison charter: San Carlos de Bariloche (en) |
| Gol Airlines            | - Belo Horizonte, - Brasília, - Curitiba, - Florianópolis, - Rio de Janeiro/Galeão, - Salvador de Bahia, - São Paulo/Congonhas, - São Paulo/Guarulhos En saison: Goiânia |
| LATAM Brasil            | Brasília, Curitiba, Rio de Janeiro/Galeão, São Paulo/Congonhas, São Paulo/Guarulhos |
| LATAM Chile             | Santiago du Chili-A.-M.-Benítez |
| LATAM Perú              | Lima-J. Chávez |
| Sky Airline             | En saison: Santiago du Chili-A.-M.-Benítez |
| TAP Air Portugal        | Lisbonne-H. Delgado |

Édité le 06/06/2019  Actualisé le 24/12/2023